# Stelechantha cauliflora
Stelechantha cauliflora är en måreväxtart som först beskrevs av Ronald D'Oyley Good, och fick sitt nu gällande namn av Cornelis Eliza Bertus Bremekamp. Stelechantha cauliflora ingår i släktet Stelechantha och familjen måreväxter. Inga underarter finns listade i Catalogue of Life.